# Tom Hern
Tom Hern, all'anagrafe Thomas Hern (Christchurch, 10 dicembre 1984), è un attore neozelandese.

## Biografia
Ultimo di quattro figli, due fratelli e una sorella, Tom è noto per aver interpretato Devin Del Valle nella serie televisiva Power Rangers: Dino Thunder. Inoltre è comparso in altre serie televisive come Shortland Street, Revelations, Interrogation, Maddigan's Recearch. La sua filmografia include anche annunci pubblicitari radiofonici e vari programmi di TV. Secondo il suo Web site ufficiale, egli è nato a Christchurch, Nuova Zelanda, il 10 dicembre 1984. L'attore inoltre è conosciuto col nome di Herndog, suo soprannome da lungo tempo. Fino al 2007, Tom è comparso nella serie televisiva di fondo "via della Nuova Zelanda delle immagini del South Pacific di Shortland Street e attualmente sta cercando nuove occasioni di lavoro negli Stati Uniti oltre a continuare il suo progetto musicale, Theodore High, con Latham Gaines.
Recentemente ha prodotto la pellicola Il funzionamento del diavolo, con gli amici James Napier ed Edward Sampson.
La pellicola ha rifinito la produzione e ricevuto il funzionamento di completamento dalla Commissione della pellicola della Nuova Zelanda. Il funzionamento del diavolo uscirà in ritardo ai cinematografici di Rialto.

## Filmografia

### Attore
- What Now?!PM (Serie TV, 1998-1999)
- WNTV (episodi sconosciuti, 2000)
- The Tribe (104 episodi, 2002-2003)
- Revelations (4 episodi, 2002-2003)
- Power Rangers: Dino Thunder (38 episodi, 2004)
- Shortland Street (33 episodi, 2005-2007)
- Maddigan's Quest (1 episodio, 2006)
- I'm Not Harry Jenson (2009)

### Produttore
- I'm not Harry Jenson (2009)
- Guns Akimbo, regia di Jason Lei Howden (2019)